# Palle Granditsky
Paul "Palle" Granditsky, född 18 december 1923 i Katarina församling i Stockholm, död 2 december 2001 i Täby, var en svensk skådespelare, regissör och teaterchef.

## Biografi
Granditsky var son till östeuropeiska immigranter och växte upp på Södermalm i Stockholm. Fadern var skomakare från Ryssland och modern sömmerska från Estland. Han kom i kontakt med teatern genom den amatörteaterverksamhet som bedrevs hemma hos föräldrarna. Granditsky medverkade 1943 i Ingmar Bergman-uppsättningen Fan ger ett anbud på Studentteatern och filmdebuterade året efter i rollen som en gymnasieelev i Hets.
Granditsky började vid Nya teatern i Stockholm som elev 1945. Där verkade han också som skådespelare och regiassistent fram till 1949. Han var 1951–1954 chef för Stockholms skolbarnsteater, varefter han engagerades vid Uppsala Stadsteater. Han ledde därefter verksamheten vid Borås stadsteater 1957–1964, Uppsala Stadsteater 1964–1974 och Helsingborgs stadsteater 1986–1989. Han har varit verksam som skådespelare på en mängd andra teatrar, däribland Dramaten 1974–1986.
Han var gift första gången med skådespelaren Ulla Akselson, med vilken han fick dottern Tove Granditsky. Från 1959 var han gift med Anita Blom, med vilken han fick dottern Rakel Granditsky Hökeberg och  sonen David Granditsky; en styvson var Mikael Strandberg.

## Filmografi
- 1944 – Hets
- 1953 – Barabbas
- 1953 – Vägen till Klockrike
- 1975 – Maria
- 1975 – Den vita väggen
- 1975 – Faneflukt
- 1977 – Bluff Stop
- 1977 – Mackan
- 1977 – Den allvarsamma leken
- 1977 – Uppdraget
- 1978 – Chez nous
- 1979 – Repmånad
- 1982 – Gräsänklingar
- 1991 – Freud flyttar hemifrån...
- 1992 – Familjemiddan
- 1992 – Karlavagnen
- 1995 – Stora och små män
- 1997 – Beck – Spår i mörker
- 1998 – Rederiet
- 1999 – Stjärnsystrar
- 2002 – Morfars Big Bang
- 2002 – Mitt namn var Sabina Spielrein

## TV-produktioner
- 1973 – Någonstans i Sverige (TV-serie)
- 1973 – Makt på spel (TV-serie)
- 1973 – Gustav III
- 1973 – Bestigningen av Fujijama
- 1974 – Kvarteret Oron (TV-serie)
- 1976 – På flykt undan mina landsmän
- 1977 – Väljarnas förtroende
- 1978 – Anna och gänget (TV-serie)
- 1978 – System 84
- 1980 – Ett drömspel
- 1980 – Mördare! Mördare!
- 1980 – Hyenan ler faktiskt inte...
- 1980 – Sinkadus (TV-serie)
- 1982 – Zoombie (TV-serie)
- 1983 – Spanarna (TV-serie)
- 1983 – Profitörerna (TV-serie)
- 1983 – Öbergs på Lillöga (TV-serie)
- 1983 – Distrikt 5 (TV-serie)
- 1985 – Korset (TV-serie)
- 1985 – Lösa förbindelser (TV-serie)
- 1986 – Studierektorns sista strid (TV-serie)
- 1989 – Den döende dandyn
- 1990 – Fiendens fiende (TV-serie)
- 1990 – Storstad (TV-serie)
- 1990 – Kära farmor (TV-serie)
- 1991 – Tre kärlekar (TV-serie)
- 1991 – Osynlig närvaro (TV-serie)
- 1991 – "Harry Lund" lägger näsan i blöt!
- 1993 – Den korsikanske biskopen (TV-serie)
- 1993 – Snoken (TV-serie)
- 1994 – Tre Kronor (TV-serie)
- 1995 – Du bestämmer (TV-serie)
- 1997 – Emma åklagare (TV-serie)
- 1997 – Skärgårdsdoktorn (TV-serie)
- 1998 – Handelsresande i liv
- 1998 – Rederiet (TV-serie)
- 1999 – S:t Mikael (TV-serie)
- 2001 – Uprising
- 2002 – Perlasca, un eroe italiano
- 2002 – Den 5:e kvinnan (TV-serie)

## Teater

### Roller (ej komplett)
| År   | Roll               | Produktion                                                                                           | Regi             | Teater                         |
| ---- | ------------------ | --- | ---------------- | ------------------------------ |
| 1943 | Apan               | Vem är jag eller När fan ger ett anbud (Hvem er jeg eller Nær fanden giver et tilbud) Carl Erik Soya | Ingmar Bergman   | Stockholms studentteater       |
| 1943 | von Döbelin        | Niels Ebbesen Kaj Munk                                                                               | Ingmar Bergman   | Dramatikerstudion              |
| 1943 | Sonen              | Tivolit Ingmar Bergman                                                                               | Ingmar Bergman   | Stockholms studentteater       |
| 1944 |                    | Spelhuset Hjalmar Bergman                                                                            | Ingmar Bergman   | Dramatikerstudion              |
| 1945 | Överkonstapeln     | Nattlig ankomst (Ankunft bei Nacht) Hans Rothe                                                       | Per-Axel Branner | Nya Teatern                    |
| 1946 | Charlie            | Syndafloden Henning Berger                                                                           | Ragnar Falck     | Nya Teatern                    |
| 1947 | Hovmästaren        | Alltsedan paradiset (Ever since paradise) J.B. Priestley                                             | Per-Axel Branner | Nya Teatern                    |
| 1947 | Frank              | Brigadoon Alan Jay Lerner och Frederick Loewe                                                        | Per-Axel Branner | Oscarsteatern                  |
| 1948 | Hovmästaren        | Alltsedan paradiset (Ever since paradise) J.B. Priestley                                             | Per-Axel Branner | Nya Teatern/ Riksteatern       |
| 1948 | En tiggare         | Henne vi glömmer: Krista (Krista) Knud Sønderby                                                      | Sven Lindberg    | Nya Teatern                    |
| 1950 | Vernon             | Jagande efter vind (Summer and Smoke) Tennessee Williams                                             | Per-Axel Branner | Nya Teatern                    |
| 1950 | Inspicienten       | Boboll (Bobosse) André Roussin                                                                       | Per-Axel Branner | Nya Teatern                    |
| 1951 | Arthur Townsend    | Arvtagerskan (The Heiress) Ruth och Augustus Goetz                                                   | Per-Axel Branner | Riksteatern/ Nya Teatern       |
| 1954 | Åklagaren          | Lärkan (L'alouette) Jean Anouilh                                                                     | Per-Axel Branner | Nya Teatern                    |
| 1958 |                    | Kärlekens fars (Kjærlighetens farce) Helge Krog                                                      | Palle Granditsky | Borås kretsteater/ Riksteatern |
| 1958 |                    | Kärleksgåvan (A Phoenix Too Frequent) Christopher Fry                                                | Anita Blom       | Borås kretsteater              |
| 1958 | Erik Nilsen        | Festen snart förbi Axel Strindberg                                                                   | Kåre Santesson   | Borås kretsteater              |
| 1959 |                    | Vin och vårlek (Le bon vin de monsieur Nuche) Paul Willems och André Souris                          | Anita Blom       | Borås kretsteater              |
| 1960 |                    | Om jag ville... (Si je voulais...) Paul Géraldy och Robert Spitzer                                   | Kåre Santesson   | Borås kretsteater              |
| 1965 |                    | De vassa palmerna Elsa Grave                                                                         | Anita Blom       | Uppsala-Gävle Stadsteater      |
| 1977 | Praskovja Drozdova | Onda andar (Бесы, Bésy) Fjodor Dostojevskij                                                          | Ernst Günther    | Dramaten                       |
| 1978 | Clapott            | Vargen (Claw) Howard Barker                                                                          | Barbro Larsson   | Dramaten                       |
| 1979 | Vasilij            | Kollontaj Agneta Pleijel                                                                             | Alf Sjöberg      | Dramaten                       |
| 1986 |                    | Ifigenia i Aulis (Ἰφιγένεια ἐν Αὐλίδι, Īphigéneia en Aulídi) Euripides                               | Anita Blom       | Helsingborgs stadsteater       |
| 1987 | Zeus               | Flugorna (Les Mouches) Jean-Paul Sartre                                                              | Anita Blom       | Helsingborgs stadsteater       |
| 1988 | Gloucester         | Kung Lear (King Lear) William Shakespeare                                                            | Anita Blom       | Helsingborgs stadsteater       |

### Regi
| År   | Produktion                                                        | Upphovsmän                                                                          | Teater                         |
| ---- | ----------------------------------------------------------------- | ----------------------------------------------------------------------------------- | ------------------------------ |
| 1953 | Hennes man Son mari                                               | Paul Géraldy och Robert Spitzer Översättning Sten-Göran Camitz och Per-Axel Branner | Nya Teatern                    |
| 1955 | Thehuset Augustimånen The Teahouse of the August Moon             | John Patrick                                                                        | Uppsala stadsteater            |
| 1957 | Kärlekens fars Kjærlighetens farce                                | Helge Krog Översättning Palle Granditsky                                            | Borås kretsteater/ Riksteatern |
| 1958 | Regeln och undantaget Die Ausnahme und die Regel                  | Bertolt Brecht                                                                      | Borås kretsteater              |
| 1959 | Gasljus Gas Light                                                 | Patrick Hamilton Översättning Anita Blom                                            | Borås kretsteater              |
| 1959 | Generalen på skolbänken L'Hurluberlu ou Le Reactionnaire amoureux | Jean Anouilh Översättning Erik Lindegren                                            | Helsingborgs stadsteater       |
| 1960 | Jag älskar dig, markatta Private Lives                            | Noël Coward Översättning Sonja Bergvall                                             | Helsingborgs stadsteater       |
| 1960 | Natten är min La Bonne Anna                                       | Marc Camoletti                                                                      | Borås kretsteater              |
| 1961 | Ett dockhem Et Dukkehjem                                          | Henrik Ibsen                                                                        | Borås kretsteater              |
| 1965 | Gasljus Gas Light                                                 | Patrick Hamilton Översättning Anita Blom                                            | Upsala-Gävle stadsteater       |
| 1965 | Undine Ondine                                                     | Jean Giraudoux Översättning Göran O. Eriksson                                       | Uppsala-Gävle Stadsteater      |
| 1968 | Idioten Идиот, Idiot                                              | Fjodor Dostojevskij Bearbetning André Barsacq, Översättning Jossie Grossman         | Uppsala-Gävle Stadsteater      |
| 1984 | Kaos på teatern Noises Off                                        | Michael Frayn Översättning Per Gerhard                                              | Helsingborgs stadsteater       |
| 1986 | Pappas hus Widowers' Houses                                       | George Bernard Shaw Översättning Per Erik Wahlund                                   | Helsingborgs stadsteater       |
| 1987 | Konkursen Банкрот, Bankrut                                        | Aleksandr Ostrovskij Översättning Staffan Skott                                     | Helsingborgs stadsteater       |
| 1987 | Den politiske kocken Hittebarnet                                  | August Blanche                                                                      | Helsingborgs stadsteater       |
| 1989 | Onkel Vanja Дядя Ваня, Djadja Vanja                               | Anton Tjechov Översättning Staffan Skott                                            | Helsingborgs stadsteater       |